# California Dreams
California Dreams  è una serie televisiva statunitense in 78 episodi trasmessi per la prima volta nel corso di 5 stagioni dal 1992 al 1996, incentrata sulle vicende di un gruppo di ragazzi di una zona costiera della California che forma una rock band. Tra di essi vi sono Matt Garrison e la sorella Jenny, Tiffani Smith, Tony Wicks e Sly Winkle.

## Personaggi e interpreti
- Tiffani Smith (stagioni 1-5), interpretata da Kelly Packard.
- Tony Wicks (stagioni 1-5), interpretato da William James Jones.
- Sylvester 'Sly Winkle' (stagioni 1-5), interpretato da Michael Cade.
- Jake Sommers (stagioni 2-5), interpretato da Jay Anthony Franke.
- Samantha 'Sam' Woo (stagioni 2-5), interpretata da Jennie Kwan.
- Matt Garrison (stagioni 1-3), interpretato da Brentley Gore.
- Lorena Costa (stagioni 3-5), interpretata da Diana Uribe.
- Mark Winkle (stagioni 3-5), interpretato da Aaron Jackson.
- Mark Winkle (stagioni 3-5), interpretato da Zachary Throne.
- Jenny Garrison (stagioni 1-2), interpretata da Heidi Lenhart.
- Richard Garrison (stagioni 1-2), interpretato da Michael Cutt.
- Melody Garrison (stagioni 1-2), interpretato da Gail Ramsey.
- Dennis Garrison (stagioni 1-2), interpretato da Ryan O'Neill.
- Keith Del (stagione 4), interpretato da Burke Bryant.
- Honor Society Presidente (stagione 5), interpretato da Wendy Louise Pennington.
- Stingray (stagioni 2-3), interpretato da Jake Grace.
- Preside Blumford (stagioni 3-4), interpretato da Earl Boen.
- Tommy (stagioni 1-2), interpretato da Michael Bower.
- Randi Jo (stagione 1), interpretata da Brittney Powell.

## Produzione
La serie, ideata da Brett Dewey e Ronald Solomon (coautori di Bayside School insieme al produttore esecutivo Peter Engel), fu prodotta da NBC Productions e Peter Engel Productions. Le musiche furono composte da Steve Tyrell e Guy Moon.

### Registi
Tra i registi sono accreditati:
- Don Barnhart in 38 episodi (stagioni 1-5)
- Patrick Maloney in 31 episodi (stagioni 2-4)
- Miguel Higuera in 7 episodi (stagioni 2-4)
- Kevin Charles Sullivan in 2 episodi (stagioni 3-4)

### Sceneggiatori
Tra gli sceneggiatori sono accreditati:
- Ronald B. Solomon in 18 episodi (stagioni 1-4)
- Tony Soltis in 17 episodi (stagioni 1-5)
- Brett Dewey in 17 episodi (stagioni 1-4)
- Noah Taft in 14 episodi (stagioni 1-4)
- Paul Lander in 4 episodi (stagioni 2-4)
- David Garber in 4 episodi (stagione 2)
- Lynnie Greene in 3 episodi (stagione 2)
- Richard Levine in 3 episodi (stagione 3)
- Robert Jayson in 3 episodi (stagione 4)
- Dawn Urbont in 3 episodi (stagione 4)
- Todd J. Greenwald in 2 episodi (stagioni 2-3)
- Rob Hammersley in 2 episodi (stagioni 2-3)

## Distribuzione
La serie fu trasmessa negli Stati Uniti dal 12 settembre 1992 al 6 settembre 1997  sulla rete televisiva NBC. In Italia è stata trasmessa su Italia 1 con il titolo California Dreams. È stata distribuita anche in Spagna e in Ungheria.

## Episodi
| Stagione         | Episodi | Prima TV USA | Prima TV Italia |
| ---------------- | ------- | ------------ | --------------- |
| Prima stagione   | 13      | 1992         |                 |
| Seconda stagione | 18      | 1993-1994    |                 |
| Terza stagione   | 17      | 1994-1995    |                 |
| Quarta stagione  | 15      | 1995-1996    |                 |
| Quinta stagione  | 15      | 1996-1997    |                 |